# Maria Esperança
Maria Esperança é uma telenovela brasileira que foi produzida e exibida pelo SBT em 26 de março até 7 de agosto de 2007 em 97 capítulos, substituindo a novela mexicana A Feia Mais Bela e sendo substituída por Amigas & Rivais.  
É uma versão da telenovela mexicana María Mercedes, de Valentín Pimstein, sendo adaptada por Yves Dumont, com supervisão de texto de Henrique Zambelli e Thereza di Giácomo, sob direção de Jacques Lagoa e Luís Antônio Piá, direção geral de Henrique Martins e direção de núcleo de David Grimberg. 
Conta com Bárbara Paz, Ricardo Ramory, Tânia Bondezan, Fabiana Alvarez, Ernando Tiago, Vanessa Goulart, Walter Breda e Ângela Figueiredo nos papéis principais.

## Antecedentes
Maria Esperança é baseada na radionovela Enamorada escrita por Inés Rodena, que em 1973 foi transformada na telenovela venezuelana La italianita, produzida pela RCTV. A mesma rede ainda levaria ao ar Rubí rebelde em 1989. A mexicana Televisa produziu três telenovelas baseadas na radionovela: Rina em 1977, María Mercedes em 1992 e Inocente de ti em 2004. Ainda seria produzida ainda mais uma versão dessa vez,nas Filipinas María Mercedes, produzida em 2013 pela ABS-CBN. O texto é um dos mais clássicos da história das telenovelas, sendo adaptado e exibido há décadas por diversas emissoras no mundo.

## Enredo
Maria (Bárbara Paz) é uma jovem que sustenta sozinha a família, vendendo flores e bilhetes de loteria pelas ruas. Abandonada pela mãe ainda quando criança, ela vive com o pai, Ramiro (Walter Breda), um alcoólatra que nunca teve como sustentar os filhos, e os irmãos, o revoltado e problemático Guilherme (Daniel Morozetti), a fútil e ambiciosa Isabel (Greta Antoine), e o meigo e bondoso André (Rafael Formenton), que no fundo é o único que valoriza a luta de Maria para manter a família unida.  Sua mãe, Maria Helena (Ângela Figueiredo), deixou os filhos por uma vida melhor nos Estados Unidos. No país, ela reconstruiu sua vida e teve mais um filho.
Santiago Trajano Queiroz (Nico Puig) é um homem rico e amargurado, milionário, detesta os poucos parentes que tem – a tia Malvina (Tânia Bondezan) e os primos Eduardo (Ricardo Ramory) e Beatriz (Vanessa Goulart) - ele, apesar de ser jovem, sofre de um câncer incurável, planeja deixar seus parentes sem nada. Santiago conhece Maria vendendo bilhetes na porta de sua casa e tem a ideia de casar-se com ela e deixar todo seu dinheiro para Maria.
Enquanto Malvina é uma mulher ambiciosa, que faz de tudo para conquistar o que deseja, seu filho Eduardo é um rapaz esforçado, que guarda uma triste história – sua noiva foi morta por uma bala perdida ao sair da igreja no dia do casamento, fato presenciado por Maria. Eduardo conhece Maria vendendo bilhetes no sinal e se encanta com ela.
Santiago morre, mas deixa Malvina sem saber que ele casou com Maria e quando descobre fica revoltada e move céus e terras para tomar o dinheiro dela. Ao saber que ela é apaixonada por Eduardo, Malvina manipula seu filho e faz com que ele se case com Maria para que assim possa controlá-la e tomar seu dinheiro, mas sem querer ele acaba se apaixonando. Malvina não aceita isso e com ajuda do seu mordomo Aurélio (Ernando Tiago) e de uma antiga namorada de Eduardo, Renata (Fabiana Alvarez), tenta mantê-los afastados e acabar de vez com Maria. Enquanto Maria Helena, volta rica dos Estados Unidos, e se aproxima de sua antiga família sem mostrar sua real identidade.

## Produção
A parceira da Televisa no Brasil, o SBT, levou ao ar duas das adaptações feitas pela Televisa, Rina e María Mercedes, sendo que desta última, protagonizada por Thalía, foi a base de Maria Esperança. O plano da rede de Silvio Santos era fazer de Bárbara Paz uma nova Thalía. O SBT pagou um curso intensivo de canto para Bárbara Paz e escalou um produtor musical para acompanhá-la. A atriz gravou um rap que deixou os executivos do SBT muito entusiasmados. Durante a produção musical, a proposta era que Bárbara cantasse todas as músicas do CD de Maria Esperança, mesclando músicas inéditas com regravações. O SBT teria participação na venda dos CDs e nos eventuais shows de Bárbara Paz. Ainda, caso Maria Esperança fizesse sucesso, o SBT pretendia produzir as outras duas novelas da chamada Trilogía de las Marías, Marimar e Maria do Bairro, sempre com Bárbara Paz como protagonista. E, se Bárbara desse certo como cantora, ela interpretaria também as trilhas sonoras das duas outras telenovelas. Bárbara Paz também fez aulas de malabarismo e cantou na abertura da trama, mas afirmou que não pretendia na época seguir a carreira de cantora, "Gravei apenas o videoclipe da abertura. Posso até eventualmente fazer uma apresentação ou outra, mas não tenho essa pretensão", e disse que Maria Esperança não teria tantas lágrimas quanto Marisol, "Não choro tanto quanto na época da Marisol. Maria é mais guerreira", disse a atriz. Esta foi a décima primeira produção do SBT em parceria com a Televisa.
A primeira opção para o par de Bárbara Paz foi Iran Malfitano no papel de Jorge,entretanto Malfitano era contratado da Globo na época e estava no ar em Cobras e Lagartos, posteriormente tendo sido escolhido o novato Ricardo Ramory, com o nome de Eduardo, agora.
Granja Viana, Alphaville e a faculdade Anhembi Morumbi, em São Paulo, serviram de locações externas para a telenovela.
Teve o título provisório de Maria Mercedes, nome da trama mexicana a qual foi baseada, e também de Maria Aparecida, mas por ordens de Silvio Santos a novela recebeu o nome de Maria Esperança, enquanto que a personagem de Bárbara Paz iria seguir sendo chamada de Maria Mercedes na história, autorizando inclusive a regravação de uma série de cenas que já atribuíam à personagem de Bárbara Paz o nome inicial. Para evitar outras surpresas, ela agora só é chamada de Maria em cena.
A novela também marcou a estreia de Eduardo Paiva, um dos finalistas do reality show Casa dos Artistas 4 (Protagonistas de Novela), exibido em 2004 na mesma emissora. Na trama, interpretou o personagem Felipe.
Prevista para estrear em 26 de fevereiro de 2007, foi adiada para 19 de março, devido a mudança de nome da protagonista, várias cenas foram regravadas, causando um atraso de um mês e meio na estreia (a data prevista para a estreia era 10 de fevereiro) estreando em 26 de março daquele ano.
Como outras telenovelas da emissora, Maria Esperança foi gravada antecipadamente, as gravações começaram em janeiro e terminaram em maio, enquanto a trama só terminaria em 7 de agosto de 2007.

## Elenco
| Intérprete          | Personagem                                                |
| ------------------- | --------------------------------------------------------- |
| Bárbara Paz         | Maria Muniz Hurtado / Maria Muniz Hurtado Trajano Queiroz |
| Ricardo Ramory      | Eduardo Trajano Queiroz                                   |
| Tânia Bondezan      | Malvina Trajano Queiroz                                   |
| Fabiana Alvarez     | Renata Albuquerque                                        |
| Ernando Tiago       | Aurélio Vasconcelos                                       |
| Vanessa Goulart     | Beatriz Trajano Queiroz                                   |
| Ângela Figueiredo   | Maria Helena Muniz Cavalcanti                             |
| Walter Breda        | Ramiro Muniz Hurtado                                      |
| Giácomo Pinotti     | Rodolfo Cavalcanti                                        |
| Manoelita Lustosa   | Filomena Beiju (Filó)                                     |
| Bárbara Bruno       | Eugênia Albuquerque                                       |
| Greta Antoine       | Isabel Muniz Hurtado                                      |
| Daniel Morozetti    | Guilherme Muniz Hurtado                                   |
| Mariana Dubois      | Sofia Canales                                             |
| Marcelo Várzea      | Giovanni Lucarelli (Gigio)                                |
| Rogério Márcico     | Dr. Otávio Camargo                                        |
| César Pezzuoli      | Dr. Alberto Medeiros                                      |
| Augusto Zacchi      | Tomás                                                     |
| Mauricio Agrella    | Gabriel Soares                                            |
| Clarisse Abujamra   | Rosa Canales                                              |
| Norton Nascimento   | Bento de Jesus (Nocaute)                                  |
| Pablo Rodrigues     | Francisco Oliveira Rodrigues (Chico Só)                   |
| Débora Gomez        | Camila de Jesus                                           |
| Maria Célia Camargo | Conceição                                                 |
| Fernando Neves      | Argemiro Mascarenhas (Bafo)                               |
| Suzana Abranches    | Guta Campelo                                              |
| Rafael Paiva        | Téo                                                       |
| Alejandra Sampaio   | Berenice                                                  |
| Maurício de Barros  | Adolfo                                                    |
| Kika Julianelli     | Laura                                                     |
| Ana Saab            | Malu                                                      |
| Rafael Formenton    | André Muniz Hurtado                                       |
| Daniel Amaral       | Gustavo Cavalcanti (Tavito)                               |
| Renan Bega          | Danilo Campelo (Grilo)                                    |
| Caio Romei          | Caco                                                      |
| Andrez Ghizze       | Totó                                                      |
| Alexandre Sertori   | Bisteca                                                   |

### Participações especiais
| Intérprete             | Personagem                                                    |
| ---------------------- | ------------------------------------------------------------- |
| Nico Puig              | Santiago Trajano Queiroz                                      |
| Liza Vieira            | Taís                                                          |
| Eudósia Acuña          | Branca                                                        |
| Adriana Ferrari        | Rafaela                                                       |
| Ana Paula Vieira       | Fabíola                                                       |
| Wellington de Oliveira | Locutor Willy Jr.                                             |
| Fyama Monteiro         | Mana (Maninha)                                                |
| Nicolas Trevijano      | Josué                                                         |
| José Camilo            | Juiz                                                          |
| Valéria Simeão         | Maria Helena (Jovem)                                          |
| Chico Fernandes        | Produtor Musical que convida Maria para se tornar uma cantora |

## Recepção
Em março de 2007, pouco antes da estreia, o Ministério da Justiça classificou a telenovela como imprópria para menores de 14 anos, inadequada para antes das 21h. O SBT a queria livre. Mas em junho de 2007, com a telenovela no ar, o Ministério da Justiça instaurou um procedimento administrativo em que ameaçou reclassificar para as 21h por ter mostrado uma personagem levando tiros, o que levou o ministério a concluir que a telenovela apresenta "violência do tipo assassinato", algo que, na cartilha do órgão, não deve ser mostrado a menores de 12 anos. O SBT argumentou que os tiros eram "artisticamente necessários para dar lógica à sequência dos acontecimentos" e que suprimiu "detalhamentos de porte e uso de armas".
Maria Esperança foi chamada pelo site Teledramaturgia de "a mais fraca novela do SBT na década". A revista ISTOÉ Gente definiu a telenovela escrevendo "cenários pobres, iluminação falha e texto esquisito. Por mais que bons atores como Tânia Bondezan e Walter Breda se esforcem, uma óbvia direção de elenco os transforma em estereótipos. Dizem que a esperança é a última que morre, mas a vida desta não parece ser muito longa".

## Reprises
Foi reprisado pela primeira vez pelo SBT de 17 de janeiro a 31 de maio de 2011, substituindo Esmeralda e sendo substituída por Cristal, em 95 capítulos.
Foi reprisada pela segunda vez pelo SBT entre 9 de março a 6 de julho de 2015, obtendo um excelente desempenho, substituindo novamente Esmeralda e sendo substituída por Pérola Negra, em 86 capítulos.
Foi anunciada uma terceira reprise, que inicialmente começaria no dia 13 de setembro de 2022, substituindo mais uma vez Esmeralda no horário de 13h30, apenas para o estado de São Paulo , posteriormente foi anunciado que a novela seria exibida nacionalmente, pegando o horário do seriado Henry Danger nas praças com programação local, e também o horário do programa Casos de Família que por anúncio da própria emissora seria cancelado no dia 7 de setembro, cancelamento esse que foi revogado dias depois. Na manhã do dia 8 de setembro de 2022, o SBT mandou um comunicado para a imprensa confirmando a reexibição da trama, porém, cerca de 20 minutos depois, o SBT mandou outro comunicado a imprensa, desta vez desconfirmando a volta da novela, deixando indefinido se a reprise realmente voltaria. No dia 9 de setembro de 2022, a emissora enviou um novo comunicado a imprensa, desta vez anunciando a série latina Decisões do Dia como substituta da novela Esmeralda, o que cancelou em definitivo a volta de Maria Esperança e extinguindo temporariamente a última faixa restante de novelas do horário do almoço, frustrando os telespectadores, pois já haviam sido exibidas chamadas e teasers durante a programação anunciando a volta da novela.
Uma semana após o cancelamento da reprise, é anunciada a sua terceira reprise, que foi transmitida de 19 de setembro a 2 de dezembro de 2022, em 54 capítulos, substituindo o documentário Os Pequenos Johnstons e sendo substituída pela reprise de Pequena Travessa. No entanto, essa exibição é apenas para as praças que não exibem programação local. Não foi exibida em 2 de novembro de 2022 devido à extensão do Primeiro Impacto para a cobertura das manifestações contra o resultado da eleição presidencial.
Foi exibida pelo canal Fast +Novelas no streaming +SBT entre 19 de agosto a 29 de novembro de 2024, sendo substituída por Vende-se um Véu de Noiva na faixa das 18h.
Esteve disponível no streaming SBT Vídeos, em dezembro de 2022 com seus 97 capítulos da exibição original. Com o relançamento para +SBT, a novela voltaria ao catálogo no dia 19 de dezembro de 2024 com suas características originais, com a tela em 4:3, bordas pretas ao lado.

## Audiência
Original
Maria Esperança foi anunciada sob o slogan “A concorrência vai tremer”, uma vez que pretendia fazer frente às novelas da Rede Record, que eram vice-líderes e chegavam ao primeiro lugar em alguns capítulos. A estreia marcou 4,5 pontos, fazendo a emissora ficar em quarto lugar, atrás da Band. No segundo capítulo caiu para 2,5 pontos, ficando em quinto lugar atrás da RedeTV!. Nas primeiras semanas foi marcando entre 2 e 4 pontos, até bater seu recorde dia 2 de maio de 2007 onde atingiu média de 6 pontos. Seu último capítulo marcou 8 pontos e a média geral da novela foi de 5 pontos, considerada um fracasso, já que derrubou em 3 pontos a média deixada pela mexicana A Feia Mais Bela.
Reprises
Sua primeira reprise estreou com 6 pontos e, em 3 de fevereiro de 2011, marcou 9 pontos. Seu último capítulo em marcou 7 pontos e a média geral foi de 5 pontos, assim como a exibição original.
Em sua segunda reprise, seu primeiro capítulo marcou 5 pontos. 
Em 15 de abril de 2015, registrou 8 pontos e picos de 10, algo que nem a primeira exibição conseguiu. Foi a única exibição da novela a chegar à vice-liderança. O último capítulo marcou 8 pontos.
Em sua terceira reprise reestreou com 2,7 pontos, representando uma queda de 25% na média da faixa do meio dia. O quarto capítulo registrou 2,8 pontos. Em 26 de setembro de 2022, bate seu primeiro recorde com 3,5 pontos. Em 17 de outubro, bate seu segundo recorde com 3,6 pontos. No dia seguinte bate seu terceiro recorde com 4,1 pontos. Em 3 de novembro, bate seu quarto recorde com 4,2 pontos. O último capítulo registrou 2,7 pontos. Teve média geral de 3 pontos.

## Trilha sonora
Capa: Bárbara Paz
1. Maria Esperança - Bárbara Paz
2. Você é Tudo - Jorge Vercillo
3. História de Amor - Fafá de Belém
4. Me Liga - Felipe Dylon
5. Sentimental - Fernanda Porto
6. Jardim Secreto - Acustika
7. Não Vou Ficar - Duda Monteiro
8. As Quatro Estações - Vânia Abreu
9. Nosso Amor é Assim - Leandro Lopes
10. Vai - Alma D'jem
11. Melhores Dias de um Verão - Flávio Venturini
12. Um Dia Normal - Paralelo 8
13. A música em mim - Fred Martins e Zélia Duncan
14. Beatriz - Zizi Possi
15. Luna Rossa - Fred Rovella

Músicas não incluídas no álbum:
- Cena de Cinema - Guilherme Arantes
- Last Forever - 4Life

## Exibição internacional
| País     | Canal    |
| -------- | -------- |
| Angola   | TV Zimbo |
| Portugal | tvi      |